# Egmont Manga
La Egmont Manga è una delle più grandi case editrici tedesche di manga. Venne fondata nel 2000 come compagnia figlia della Egmont Ehapa, dopo l'esplosione dell'interesse dei tedeschi verso i manga. Fino a febbraio 2013 era chiamata Egmont Manga & Anime.
Nel 2000, subito prima della fondazione della casa editrice, cominciò la pubblicazione della serie manga Wedding Peach, continuata dall'ottobre dello stesso anno dalla EMA. Nel 2001 invece venne pubblicato il primo anime, Weiß Side B, prodotto in collaborazione con la Anime-Virtual e con etichetta IKASU.
Dal 2003 al 2005 l'EMA, in collaborazione con la Animexx e.V., organizzò l'annuale fiera degli anime denominata Connichi, a Kassel.

## Alcune serie pubblicate
- Detective Conan (manga)
- Go! Baajinaru Hanayuki (manga)
- Gunsmith Cats (manga)
- Handsome na Kanojo (manga)
- I.O.N (manga)
- Il Trasloco - West Tokyo love story (manga)
- Lui - Primo Amore (manga)
- Karin piccola dea (manga)
- Kill Me, Kiss Me (manhwa)
- Kokoro Library (manga)
- Liling-Po (manga)
- Loveless (manga)
- Love Hina (manga)
- Mail (manga)
- Milk Crown (manga)
- Model (manhwa)
- One Pound Gospel (manga)
- Othello (manga)
- Peach Girl (manga)
- Princess Princess (manga)
- Ranma ½ (manga)
- Rave - The Groove Adventure (manga)
- Rumic Theater (manga)
- Rurouni Kenshin (manga)
- Sailor Moon (manga)
- Saint Tail (manga)
- Sakura Wars (manga)
- Strofe D'amore (manga)
- Shin Megami Tensei Devil Children (manga)
- Kakumei no Hi (manga)
- The Law of Ueki (manga)
- Watashi no suki na hito (manga)
- Wedding Peach (manga)
- Weiß Side B (manga)
- What's Michael? (manga)
- Whispering Blue (fumetto in stile manga)
- Yubisaki Milk Tea (manga)
- Zettai Kareshi (manga)